# Asmate irrorata
Asmate irrorata är en fjärilsart som beskrevs av Hugo Theodor Christoph 1897. Asmate irrorata ingår i släktet Asmate och familjen mätare. Inga underarter finns listade i Catalogue of Life.